# Aglaophamus lobatus
Aglaophamus lobatus är en ringmaskart som beskrevs av Imajima och Hisayoshi Takeda 1985. Aglaophamus lobatus ingår i släktet Aglaophamus och familjen Nephtyidae. Inga underarter finns listade i Catalogue of Life.